# Білянка (Білокатайський район)
Біля́нка (рос. Белянка) — село у складі Білокатайського району Башкортостану, Росія. Адміністративний центр Білянківської сільської ради.
Населення — 853 особи (2010; 883 у 2002).
Національний склад:
- башкири — 87 %